# 11 (álbum de Bryan Adams)
11 é décimo primeiro álbum de estúdio do cantor e compositor canadense Bryan Adams, lançado em 2008 pelo selo Polydor Records. Em uma entrevista, Adams disse que o título 11 foi escolhido porque esse é o seu décimo primeiro álbum de material completamente original, exceto os gravados ao vivo ou registros de compilação, mas incluindo a trilha sonora de Spirit: Stallion of the Cimarron.
| Críticas profissionais                                                      | Críticas profissionais |
| Avaliações da crítica                                                       | Avaliações da crítica  |
| Fonte                                                                       | Avaliação              |
| --------------------------------------------------------------------------- | ---------------------- |
| allmusic                                                                    | [ 1 ]                  |
| BBC Online                                                                  | (positivo)             |
| The Times                                                                   | [ 3 ]                  |
| Esta tabela precisa de ser acompanhada por texto em prosa. Consulte o guia. |                        |

## Faixas

### Lançamento original
| N.º | Título                                                    | Duração |  |
| 1.  | "Tonight We Have the Stars" (Adams, Vallance, Peters)     | 4:05    |  |
| 2.  | "I Thought I'd Seen Everything" (Adams, Kennedy, Lange)   | 5:07    |  |
| 3.  | "I Ain't Losin' the Fight" (Adams, Kennedy, Lange)        | 3:56    |  |
| 4.  | "Oxygen" (Adams, Kennedy, Lange)                          | 3:35    |  |
| 5.  | "We Found What We Were Looking For" (Adams, Lange, Rabin) | 3:38    |  |
| 6.  | "Broken Wings" (Adams, Kennedy)                           | 3:37    |  |
| 7.  | "Somethin' to Believe In" (Adams, Kennedy)                | 4:01    |  |
| 8.  | "Mysterious Ways" (Adams, Peters)                         | 4:28    |  |
| 9.  | "She's Got a Way" (Adams, Kennedy)                        | 4:41    |  |
| 10. | "Flower Grown Wild" (Adams, Vallance, Peters)             | 3:53    |  |
| 11. | "Walk On By" (Adams, Vallance)                            | 2:53    |  |

### Deluxe Edition Bonus Tracks
| N.º | Título                                                                                                | Duração |  |
| 12. | "The Way of the World" (Adams, Vallance, Peters)                                                      | 3:18    |  |
| 13. | "Saved" (Adams, Peters)                                                                               | 4:08    |  |
| 14. | "Miss America (originalmente uma faixa bônus no iTunes /B-side do principal single)" (Adams, Kennedy) | 3:57    |  |
| 15. | "She's Got a Way (Chicane Remix)" (Adams, Kennedy)                                                    | 3:36    |  |